# SS-77機関銃

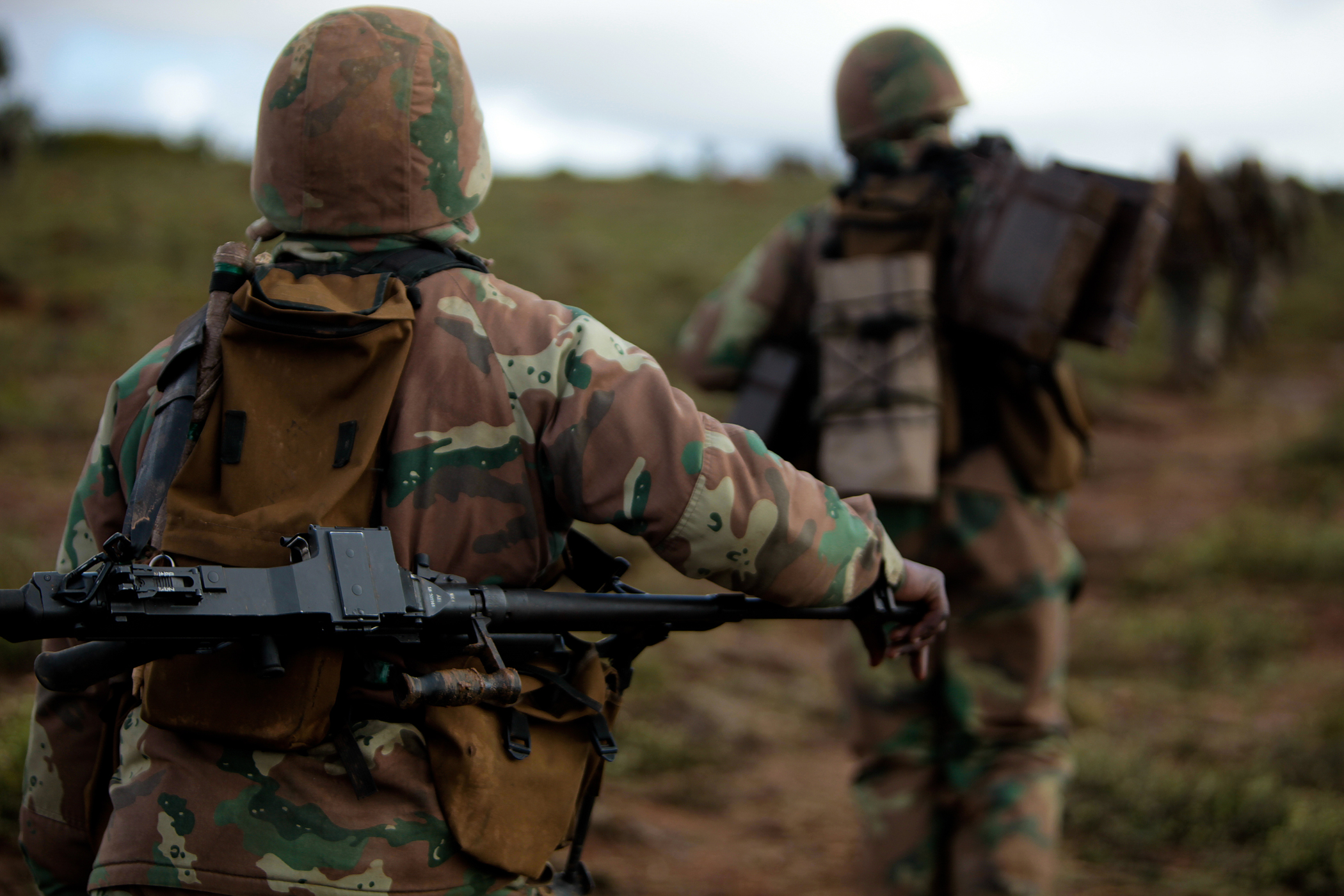
SS-77機関銃を背負った南アフリカ国防軍の兵士。

SS-77機関銃（ - きかんじゅう、SS-77 machine gun）は、南アフリカ共和国のヴェクターアームズ社によって開発された汎用機関銃。

## 概要
1970年代、南アフリカ共和国はアパルトヘイト政策のため、国際的な武器禁輸の対象となり、兵器の設計と製造の国産化が必要になった。SS-77機関銃は、FN MAG機関銃を代替する汎用機関銃として1977年に開発された。

## 派生型
SS-77
7.62mm NATO弾仕様の汎用型。
SS-77 コンパクト
ストックが折り畳み式から伸縮型へ、折り畳み式の二脚（バイポッド）からフォアグリップへ、ピカティニー・レールを備えた近接戦闘向け改修型。全長1,080 mm(短縮時1,020mm)、重量は9.3kg。
ミニ SS
5.56x45mm NATO弾仕様型。二脚を備え全長1,000mm、 銃身長515mm、 重量8.26kg。SS-77をミニ SSに改修するキットも製造された。

## 使用国
- クウェート
- ルーマニア
- 南アフリカ共和国
- マレーシア